# Washington Commanders
Washington Commanders er et professionelt amerikansk fodboldhold, der spiller i NFC East-divisionen i NFL. Holdet har hjemme i Washington D.C., og spiller deres hjemmekampe på FedExField i forstaden Landover. Klubben ejes af Daniel Snyder, og er den syvende mest værdifulde klub i NFL. Holdet blev oprettet i 1932, og har været NFL-hold siden starten. Redskins har nået finalen i NFL-playoffs 11 gange, og har vundet 5 gange; deraf er de 5 optrædener i Super Bowl, hvor det er blevet til 3 mesterskaber. Resten af finalerne og mesterskaberne faldt før NFL og AFL gik sammen i 1970, og har derfor ikke karakter af Super Bowls. Den legendariske træner Joe Gibbs førte holdet til 4 af de 5 Super Bowl-optrædener.